# Carlos Granada Lima
Carlos Granada Lima, más conocido como Karlos Granada (17 de septiembre de 1974, Estepona, provincia de Málaga), es un torero y actor español. 

## Biografía
Nacido en Estepona (Málaga), hijo de José Lima y Ángela Granada, comenzó su camino en la tauromaquia a la edad de 12 años, en la plaza de toros de las Arenas de Barcelona en 1986, convirtiéndose en el último torero que pisaría dicha plaza. En marzo de 1994, tomó la alternativa con Sebastián Palomo Linares como padrino y José Miguel Arroyo, Joselito, como testigo, y en 1996 la confirmó en la plaza de toros de Las Ventas, en Madrid. A lo largo de su trayectoria como torero, adoptó el nombre artístico "Lima de Estepona", hasta su retirada en septiembre de 2010, con un total de 597 corridas toreadas en plazas de distintos países de Europa, y Latinoamérica. Durante este mismo periodo, desarrolló afición a la pintura, heredada de Palomo Linares.
Paralelamente a su desarrollo como torero, se introdujo desde 1996 en el mundo de la interpretación, a través de trabajos en telenovelas y películas latinoamericanas. En noviembre de 2011, realizó su primer papel en una obra de teatro como Curro Torreón, en el drama La puta y el torero, en el teatro Carrión de Valladolid. Más tarde, en 2016, protagonizaría la película Las últimas horas del Che Guevara, año en que se trasladaría a Hollywood para comenzar una nueva etapa profesional, ampliando su trayectoria como actor. A partir de entonces, ha trabajado en producciones cinematográficas como American Poltergeist 3 The Doctor From Hell, Larry the Dream Stealer, Camino del Triunfo, Mansión of Blood, Katyn, The Extra, The Gringo II, Lost Time Matador, series de televisión como Don Matteo, Pope John Paul II, y telenovelas como Yo soy Betty, la fea, Cazando a un Millonario y Milagros.

## Filmografía
Cine
| Año  | Película                      | Personaje          |
| 1978 | Donde hay Patron              | Niño               |
| 1991 | Jet Marbella Set              | Carlos             |
| 1994 | The Specialist                | Steven (Cop #4)    |
| 1998 | Las dudas de Judas            | Judas              |
| 2004 | Esperanzas                    | Enfermero          |
| 2007 | Katyn                         | Czeslaw            |
| 2009 | The Last Action               | Gangter Jarek      |
| 2009 | Latino in Spain               | Juan Pablo         |
| 2010 | 22 Balas                      | Journaliste TV5    |
| 2012 | The Girl from the Wardrobe    | Joe                |
| 2013 | Walesa: Man of Hope           | TV Journalist      |
| 2015 | American Poltergeist 3        | Doctor Peter Lisen |
| 2015 | Mansion of Blood              | Joe Bell           |
| 2015 | Un Camaleon en Colombia       | Pedro “Camaleon”   |
| 2016 | A Horse Story                 | Erick              |
| 2016 | The Last Hours of Che Guevara | Che Guevara        |
| 2017 | Crazy Couple in the Amazon    | Anthony            |
| 2017 | The Gringo II                 | Robert Martinez    |
| 2017 | The Extra                     | Roy                |
| 2018 | The Doctor from Hell          | Jack Ford          |
| 2018 | The Queen´s Secret            | Tomas Parker       |
| 2018 | The Ghost Beyond              | Doctor             |
| 2018 | Lost Time Matador             | Matador            |
| 2018 | Larry the Dream Stealer       | Larry              |
| 2018 | A Very Different Priest       | Simon Priest       |
| 2019 | Camino del Triunfo            | Don Manuel Ortega  |
| 2019 | I am Not for Sale             | Guard              |
| 2019 | The From House                | Williams           |
| 2019 | Un Sueño Perfecto             | Alfredo            |
| 2019 | The Hero of Flight 757        |                    |
| 2020 | Rita´s last days              | Rafael             |

Series
| Año  | Serie                    | Personaje          |
| 1996 | Highlander               | Will Katon         |
| 2005 | Pope John Paul II        | Spanish Journalist |
| 2007 | Ekipa                    | Szaper             |
| 2009 | Don Matteo               | Renato di Franco   |
| 2014 | Por los Pelos            | Javier             |
| 2015 | Prokurator               | Postman            |
| 2019 | The Mysterious Immigrant | John               |

Telenovelas
| Año  | Telenovela              | Personaje           |
| 2000 | Vidas Prestadas         | Lorenzo             |
| 2000 | Pobre diabla            | father Carlos       |
| 2000 | Milagros                | Dr. Alberto Toledo  |
| 2000 | Gente Como Uno          | Walter              |
| 2001 | Yo soy Betty la fea     | Carlos              |
| 2001 | Latin Lover             | Marcos              |
| 2001 | Amantes del Desierto    | Capt. Juan Zacarias |
| 2001 | Pedro el Escamoso       | Braulio             |
| 2001 | Cazando a un Millonario | Abelardo Astorga    |

## Premios
- -Mejor Actor en Festival Internacional de cortometrajes "Pilas en Corto" 2018

## Hemeroteca
- Karlos Granada: un español triunfando en Hollywood (El Heraldo)
- Karlos Granada presenta “Camino del Triunfo”, película de argumento taurino (Revista Aplausos)
- Nuevo proyecto profesional de Máximo Valverde y Karlos Granada (El Español)
- Boda del actor Karlos Granada con la prima de Enrique Ponce (Semana)
- Karlos Granada en pleno rodaje sobre Luis Miguel Dominguín (Mundotoro)
- Karlos Granada, de la arena a las tablas de un escenario (Opinión y Toros)